# 京阪バス高槻営業所
京阪バス高槻営業所（けいはんバスたかつきえいぎょうしょ）は、大阪府高槻市竹の内町にある京阪バスのバス営業所。社用車に記される略称は「高」である。

## 概要
京阪バス枚方営業所の支所として開設され、「枚方営業所高槻支所」あるいは単に「高槻支所」と呼ばれていた。高槻支所北東寄りの国道170号付近にはかつて大塚車庫という車庫スペースが併設されていた。2024年7月に支所から独立して正式に営業所へと格上げされた。
最寄り停留所は「竹ノ内町」。営業エリアは枚方市西部、高槻市、茨木市、摂津市（ごく一部）、寝屋川市である。
営業所移転以降は枚方市駅以南の乗り入れの廃止と枚方出口線の開設程度で長らく変化のなかった高槻管内の路線であったが、2013年3月16日改正でエリアを拡大しこれまで寝屋川営業所のみが管轄していた12号経路を増発する際に、運用の大半を平日ダイヤ実施日に限り高槻が担当することとなり、営業所開設以来初めて寝屋川市駅への乗り入れを開始した。これにより摂津市と寝屋川市も運行エリアとなった。また、その間合い運用で寝屋川市内の太間公園系統や摂南大学のノンストップ便の一部にも高槻管轄便が設定されることとなった。
大阪府内の京阪バス営業所の中では唯一、北河内地区外の自治体に設置された営業所ということもあって淀川を渡るバス路線が中心となっており、北河内地区内より北摂地区内の路線網が充実している。なお営業所から京阪電鉄の主要駅までの距離は他の京阪バス営業所と比べても近い部類に入り、枚方市駅に乗り入れている枚方・高槻・交野の3営業所中では同駅に最も近い。
営業区域の都合上、路線の移管などにもほぼ関与しておらず、上述の寝屋川茨木線関係を除くと2009年からの一時期枚方営業所管轄の出屋敷線外大NSの一部を当営業所が担当していた・逆に2014年から2021年までJR高槻発枚方市駅行き1A号経路の平日早朝1本を枚方営業所が運行していた程度。枚方の支所として開設されたものの枚方との共管系統や重複している区間・停留所が支所時代からほとんどなく（現在は枚方市駅のみ）、2013年以降は寝屋川茨木線を全区間で共同運行している寝屋川営業所の方が重複範囲が広くなっている。この点は共管路線や重複区間を多数有する交野営業所と寝屋川・門真の各元支所の関係とは一線を画している。
いずれも短期間ではあるが、過去にはあわひらかた号やみつひでライナーといった高速バスを担当していたこともある。

## 沿革
- 1964年（昭和39年）1月20日：高槻市辻子（現在の南辻子バス停付近）にて開業。当時の管轄路線は枚方高槻線・枚方茨木線の2路線のみ。
- 1974年（昭和49年）9月19日：現在地に移転。
  - 跡地は長年更地のままであったが、現在は十三高槻線が通っている。
- 2007年（平成19年）10月1日：PiTaPaが導入され、カード読取機・整理券発行機・運賃箱を新型に更新。
- 2021年（令和3年）6月3日：大塚車庫を廃止。
- 2024年（令和6年）7月1日：組織改正に伴い「高槻営業所」に名称変更。

## 現行路線
北摂三島地域の主要駅であるJR京都線高槻駅・茨木駅や阪急京都本線高槻市駅・茨木市駅と北河内最大の拠点である京阪本線・交野線枚方市駅を結ぶ枚方高槻線・枚方茨木線の2路線が運用の軸である。この2つは京阪バスでは珍しく2025年現在でも土曜ダイヤが適用されており、概ね休日（日祝）ダイヤに準じているが細部が異なっている。
このほか、上記2路線と枚方大橋周辺で重複する枚方出口線や、営業所からは距離があるものの茨木市内に乗り入れる寝屋川茨木線を管轄している。
運賃は特記がなければ「1区」大人250円・小児130円である。高槻市内・茨木市内では他事業者との重複区間の兼ね合いで過去には運賃特区も数多く存在した。
なお当営業所の管轄する各路線は枚方出口線を除くと高槻・茨木側の旅客流動が比較的多いことなどから、ここでは高槻・茨木側の駅を起点として記載する。

### 枚方高槻線

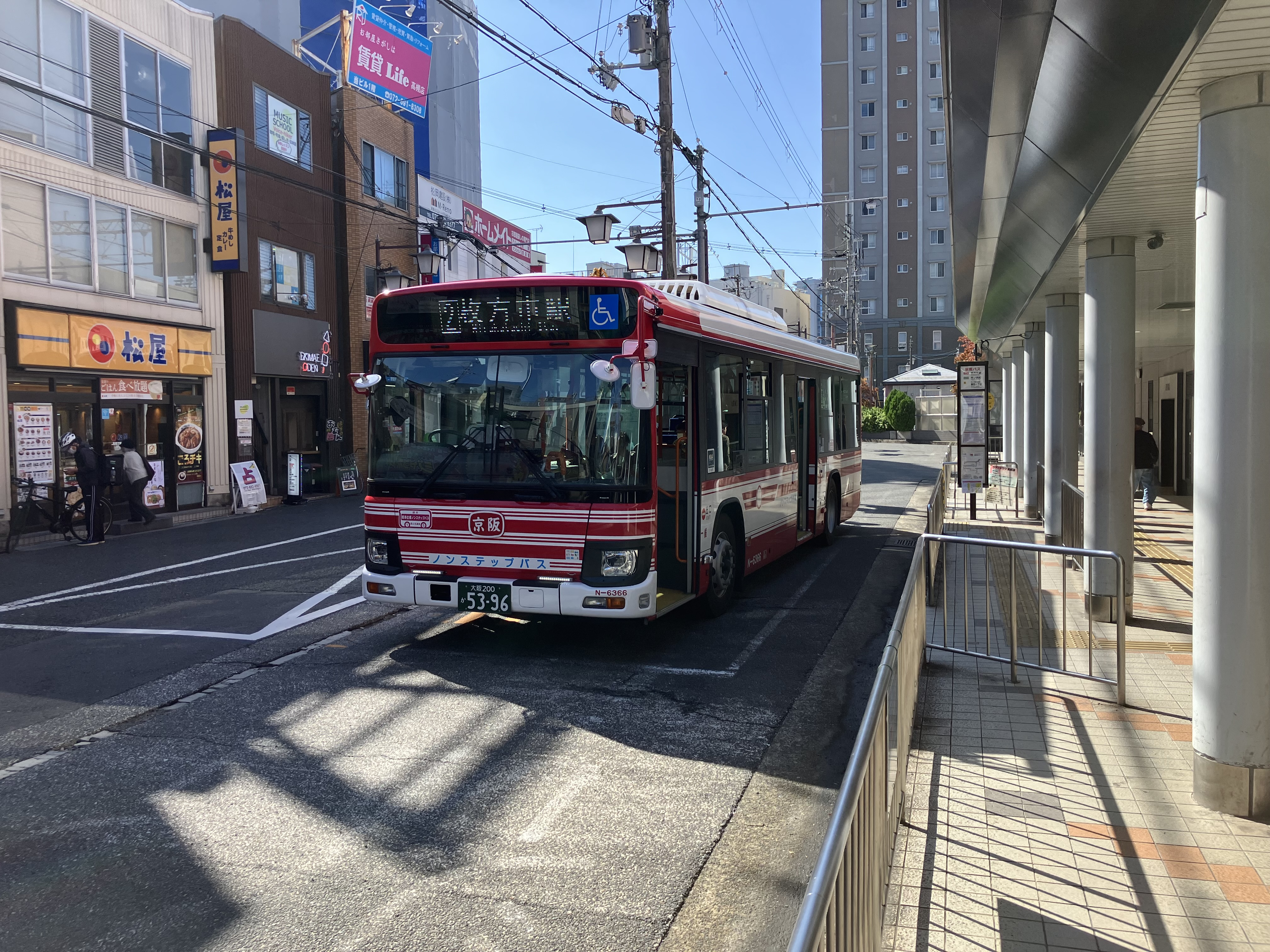
枚方高槻線（阪急高槻）

ともに中核市である高槻市と枚方市の中心部を結ぶ幹線で、京阪バス全路線中でも本数・利用者数がトップクラスに多い最主要路線の1つ。戦前から運行されている。
数あるJR京都線・阪急京都線と京阪線の各沿線を結ぶ路線の中でも乗車時間が短いことや、優等種別が停車する利便性の高い駅同士を結ぶことなどから、最寄り駅から遠い高槻市中南部をはじめとした途中停留所から各駅に向かう利用者だけでなく駅間を通しで利用する2区運賃利用者も多く、JR発着・阪急発着ともにほぼ終日全区間にわたって非常に高い乗車率である。
一方で路線の性質上、竹ノ内町や番田一丁目発着といった派生系統の乗車率は枚方市駅発着と比べて大きく減少する。このため派生系統は出入庫関係のもののみで、運行本数も最小限である。
これに加え、運行区間の大部分は国道170号線を走り途中でバス車両を折り返せる環境が整っていないことや、高槻寄り・枚方寄りのどちらかに目立って利用の多い停留所が密集していない（下記の主要停留所も高槻市内区間ほぼ全域に分散している）といったことから、阪急高槻を除いた途中停留所発着の純粋な区間系統が定期では存在せずラッシュ時間帯や早朝・深夜でもほとんどが枚方・高槻両市街地間の通し運行を行っている。
利用者が多いことから基本的には1号経路と2号経路のみを運行することでJR高槻利用者と阪急高槻利用者を完全に分離する形となっている。逆に本数・利用者数が少なくなる早朝・深夜は両駅前に乗り入れる1A号経路が設定されている。この系統二分化は1980年11月からで、その前年には国鉄高槻南口駅前広場が供用を開始している。
JRに乗り入れず阪急高槻に発着する系統は同駅では全て南口の阪急高架下のりばに発着する。駅前後の区間は歩行者や自転車の通行量が多く道幅も比較的狭い一方通行の道路を走行する。
JR高槻からの直通系統と阪急高槻からの系統は国道170号の起点である八丁畷交差点で合流。以降、枚方大橋までは上述の通り同国道を走行する。この区間は沿線に工場などの事業所が多く並ぶ。春日町・辻子・内黒地橋・北大塚の4つは高槻市統計書において主要停留所として扱われ、年間の乗車人員・降車人員を公表されている。大塚町南交差点で出入庫系統と分岐し、枚方茨木線と合流。同交差点までは公共車両優先システムと車両運行管理システムが導入されているほか、この路線の運行本数が大幅に増える7〜9時は北行き（高槻行き）の外側レーンがバス車両・二輪車専用となる。枚方大橋から枚方市駅付近までは府道13号を走行し、京阪本線の西側を並走する。この区間の途中の停留所は枚方公園口のみで、枚方公園口 - 枚方市駅間の距離は京阪電車の同駅間よりも長い1.6kmとなっている。
乗務交代は主に170号線区間で唯一バスベイが整備されている深沢の高槻行きで行われるが、稀に辻子で行われることもある。
先進的システムが積極的に導入されていた路線でもある。1980年3月28日にバス接近表示装置が設置（当時は接近表示のみ）。当初導入されたものは1998年頃に撤去されたが、2006年10月に車両運行管理システムが導入され、それとほぼ同時期に大阪市営バスで導入されたものとほぼ同様のバスロケーションシステムが導入された。これも2014年8月にバスロケーションシステム導入による機器変更に伴い運用を終了している。なお初代のものから通じて京阪バスでこのシステムを導入しているのは当路線のみであり、枚方茨木線など他路線には導入されていなかった。
JR・阪急高槻 - 城東町から枚方公園口・枚方市駅は2区運賃（大人280円・小児140円）である。一方でJR・阪急高槻 - 辻子の区間内は「辻子特区」と称し、重複する高槻市営バスに合わせた1区より安価な運賃（大人220円・小児110円）となっている。2014年3月31日までは小児運賃のみJR・阪急高槻 - 春日町の区間内と同区間 - 辻子でわずかに異なっていた。なお途中の辻子・南辻子の両停留所間は約100m程度と近接しているが、高槻側から乗車した場合この区間で運賃が切り替わる。
JR高槻および枚方市駅北口では1のりばから発車。枚方市駅ではJR行きと阪急行きで乗車列が分けられている。両駅前に乗り入れる1A号経路は、JRの列を利用する。

#### JR高槻直通
JR高槻 - 八丁畷交差点間は市営バス夜間休日応急診療所前停留所を経由する（停車はしない）経路。大阪医科薬科大学北東の交差点を右折後は八丁畷交差点を経て枚方大橋まで直進となる。
JR高槻での降車扱いは市営バス4番のりば後方に設置された京阪バス専用の標柱の位置にて行う。
- 1号経路：JR高槻 - 松原 - 春日町 - 辻子 - 内黒地橋 - 深沢 - 大塚 - 枚方大橋北詰 - 枚方公園口 - 枚方市駅北口
  - JR高槻発着の基本系統。
  - 日中時間帯は平日は1時間に3本、土曜・休日は1時間に4本運行される。2017年9月9日改正までは平日も1時間に4本運行されていた。
  - 平日の日中は1A号経路が加わることでJR高槻 - 枚方市駅間で1時間に4本利用出来るが、枚方市駅発については均等な15分間隔とはなっていない。
  - 2011年5月28日以降は阪急高槻を経由しない便のみとなり[注 12]、経由便と区別するための「直」の文字の必要性がなくなったため、2017年9月9日改正で方向幕にあった赤字で丸囲みの「直」の文字を取り払った。

- 1号経路：竹ノ内町 → 大塚 → 深沢 → 内黒地橋 → 辻子 → 春日町 → 松原 → JR高槻
  - 出庫系統。枚方市駅発着便と同じ1号経路を称するが、通常経由しない竹ノ内町を起点とする変則経路。
  - 2018年9月29日改正より、平日6時台に1本新設。
  - 2023年4月1日改正で同7時台に1本追加され、1日あたり2本となっている。

#### JR高槻発着、阪急高槻経由
JR高槻 - 阪急高槻 - 八丁畷交差点間は朝時間帯を除き北行きのみ市営バスと同一経路をとり、阪急高槻では市営バス1番のりばに併設された駅北側のりばに停車する。朝時間帯の北行きは2号経路などとほぼ同じ経路で阪急高槻へ向かうが、同駅ではからふね屋珈琲前のりばに停車する。南行きは阪急みずき通りから阪急高槻の南口のりばに入る。
JR高槻での降車扱いはのりばにて降車扱いを行いそのまま折り返し便の運行に入るのが基本だが、市営バスのおりば（グリーンプラザ3号館前）を使用するケースもある。
上述の通り2011年まで阪急高槻は経由するが市役所前は経由しない1号経路が存在した名残で、現在も車両の経由地表示機に「市役所前」が表示される。
- 1A号経路：JR高槻 - 市役所前 - 阪急高槻 - 松原 - 春日町 - 辻子 - 内黒地橋 - 深沢 - 大塚 - 枚方大橋北詰 - 枚方公園口 - 枚方市駅北口
  - 以前は早朝・深夜にのみ設定されていたが、2017年9月9日より平日のおおむね10〜14時台にも設定されている。現行ダイヤでは当該時間帯1時間に1本が運行されている。
  - 早朝の運行時間帯は始発から6時台前半まで（土曜・休日は7時台まで運行）。高槻行きは阪急高槻ではからふね屋珈琲前のりばに乗り入れる。
  - 夜間は枚方市駅発20時台後半以降と、JR高槻発21時台以降の便（平日はJR高槻発21時台前半に1本のみ1号経路がある）。
  - 2014年4月1日から2021年3月13日改正までは平日早朝の枚方市駅北口行き1本を枚方営業所が運行していた。
  - 2021年3月13日改正から2025年3月23日改正までは平日の枚方市駅行き最終が運賃倍額の深夜バスとなっていた。このほかに深夜バス限定の1C号経路[注 13]が1本運行されていた。

- 1B号経路：JR高槻 - 市役所前 - 阪急高槻 - 松原 - 春日町 - 辻子 - 内黒地橋 - 深沢 - 大塚 - 竹ノ内町
  - JR高槻行きは早朝の片道1本のみ。阪急高槻ではからふね屋珈琲前のりばに乗り入れる。なお平日は始発便で、かつて運行されていた早バス（枚方管轄）から置き換えられた直後は運行時間が非常に早かった。
  - 竹ノ内町行きは一時期定期便としては運行されていなかったが、2025年3月23日改正で深夜に平日2本、土曜・休日1本設定された。

#### 阪急高槻発着
阪急高槻ではバス降り口の混雑を避けることを目的にラッシュ時間帯は係員が配置され、到着便は前後の扉を両方開ける。係員は後ろの扉に立ち、定期券利用者限定の降車扱いを行う。なおこの扱いは枚方高槻線では阪急高槻のみでありJR高槻や枚方市駅などでは行われていない。
- 2号経路：阪急高槻 - 松原 - 春日町 - 辻子 - 内黒地橋 - 深沢 - 大塚 - 枚方大橋北詰 - 枚方公園口 - 枚方市駅北口 
  - 阪急高槻発着の基本系統で、京阪バスの全路線中でもトップクラスのドル箱路線。
  - 日中時間帯は、平日は1時間に5本運行。土曜・休日は阪急高槻12〜14時台と枚方市駅発12・13時台のみ15分間隔、その他の時間帯は12分間隔で運行。平日はこれに1A号経路が加わり、阪急高槻 - 枚方市駅間は1時間に6本利用可能。
  - 概ね枚方市駅発20時台後半以降と阪急高槻発21時台以降はJR高槻発着の1A号経路に置き換わる。
  - 2017年9月9日改正までは1時間に6本の10分間隔で運行されていた。
  - 2011年5月28日改正まではこの系統も1号経路を名乗っていた。同改正までは快速[注 15]も運行されていた。
  - 2004年1月9日改正までは阪急高槻発着の香里団地循環系統が設定されており、これに2号経路の系統番号が与えられていた[注 16]。

- 2B号経路：阪急高槻 - 松原 - 春日町 - 辻子 - 内黒地橋 - 深沢 - 大塚 - 竹ノ内町
  - 出入庫系統で、平日のみの運行。
  - 竹ノ内町発は早朝から朝ラッシュ時間帯の7本・夕ラッシュ時の4本の他、14時台に1本設定。阪急高槻発は朝ラッシュ帯5本と、19時台3本の計8本のみ。

#### 番田一丁目方面
1980年に高槻市営バスのJR高槻駅南 - 番田系統を譲り受けた系統で、経路は市営バス時代の路線をほぼ踏襲している。ただし、市営バス時代は南辻子・北大塚・竹ノ内町は通過。京阪バスへ移譲後は医大前・京口（いずれも廃止）が通過、起終点も阪急高槻に短縮され、JR高槻駅への乗り入れが長期にわたり中止されていた。
1994年の阪急高槻市駅の高架化事業完成に伴い、JR高槻駅への乗り入れが市役所前経由の5A号経路新設という形で再開。日中にも90分間隔と本数は少ないながらも運行されており、2011年からはJR高槻を起終点とする循環運行となっていた。2017年9月9日改正で5A号経路は廃止。
2017年4月1日より番田地区への高槻市営バス路線が運行開始されているが、辻子 - 番田間で京阪バスと異なる運行経路となっていることから、5号経路は引き続き運行されている。ただしこの市営バス路線の運行により阪急高槻 - 辻子間から番田の区間において、京阪バスの現行運賃と市営バスの均一区間運賃（大人220円・小児110円）で不整合が発生している。
番田一丁目停留所が立地する淀川堤防上の道路は、府道139号の旧道である。
- 5号経路：阪急高槻 - 松原 - 春日町 - 辻子 - 内黒地橋 - 深沢 - 大塚 - [経路 1]
  - 2025年3月23日現在の運行本数は平日は早朝と夕方の合計2往復、土曜日は6時台の阪急高槻行きと19時台の番田一丁目行きの各1本ずつのみ。休日は番田一丁目行き1本のみとなっている。

### 枚方茨木線

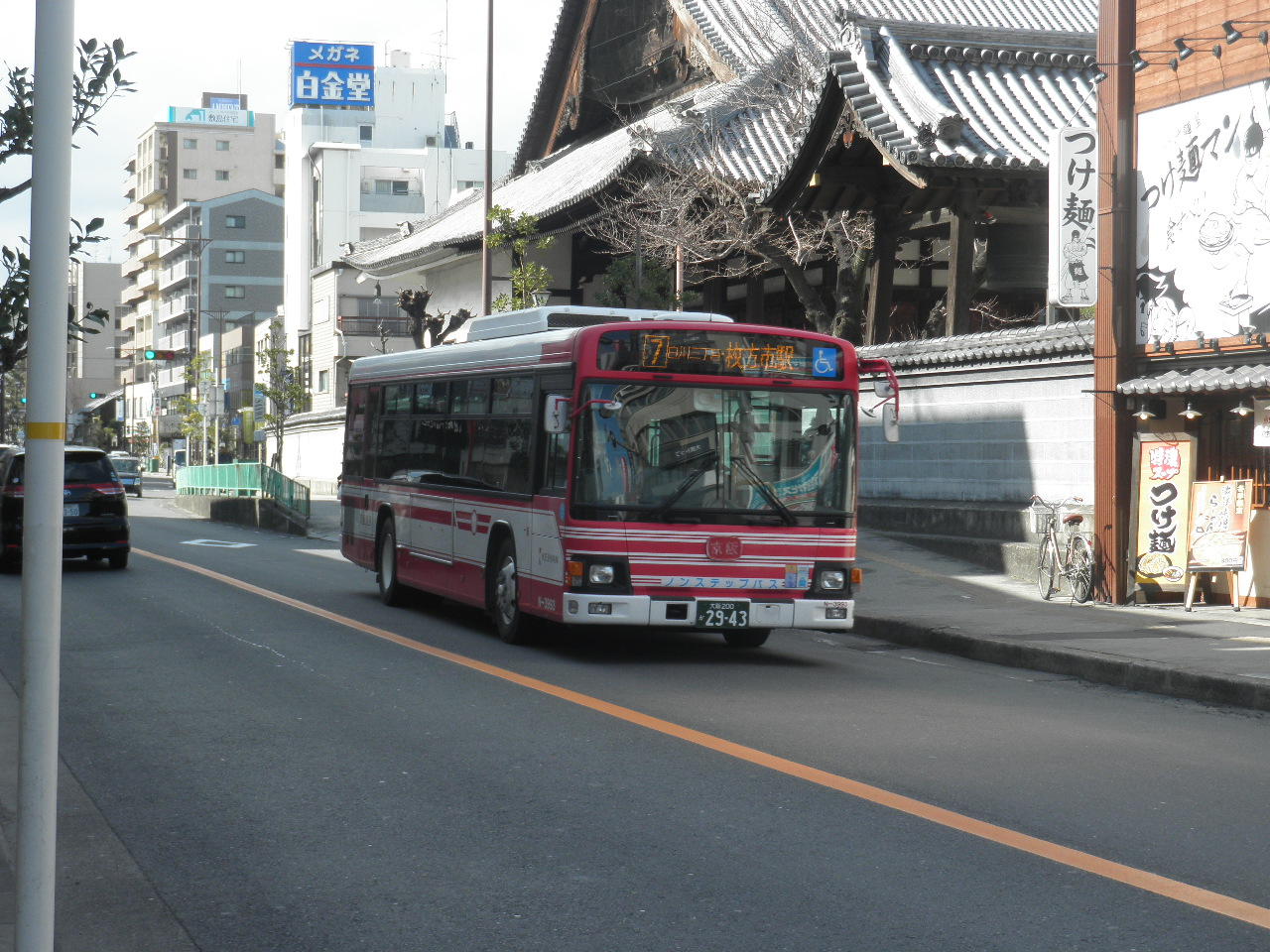
枚方茨木線

茨木市と枚方市の中心部を、高槻市内南部の番田地区や三箇牧地区北部を通過して結ぶ。この路線も京阪バスの老舗路線で、石橋枚方線をルーツとする。
運行区間の大部分で当バス路線と同じ「枚方茨木線」の名称が付された府道139号を走行する。
枚方高槻線同様、都市間輸送の役割もあり駅間通し利用者は一定数いるものの、基本的には茨木市中心部から市東部の鮎川・白川地区や高槻市最西部の玉川橋団地までの区間利用の割合が高い。このため日中20分間隔の高頻度で運行される主要路線ながら枚方市駅の利用者は比較的少ない。一方、阪急茨木ではほぼ終日非常に多くの乗降がみられる。このことからラッシュ時には茨木側で区間便も多数運行される。
また高槻線と違いJR茨木発着は全て阪急茨木を経由するが、JRと阪急の利用率に差があるため、朝を中心に阪急茨木発着も多い。ただし経路番号では阪急発着とJR発着の区別がされていない。
日中は7号経路のみが運行される一方、平日朝ラッシュ時は玉川橋団地と白川地区内を両方経由する系統が全く存在せず、3・3B号経路及び6号経路のみの運行となり玉川橋団地ほか高槻・枚方市内利用者と白川三丁目・白川二丁目利用者が完全に分離された運行形態となる。またこれによって、平日は白川地区から枚方方面へ向かう便は9時台からの運行となっている。
茨木市内では住宅地や事業所が目立ち、沿線住民のみならず白川住宅口停留所などの近辺に立地する大型工場への通勤者も多い。玉川橋団地から芥川を超えた先の番田付近までは一転して事業所や商業施設などが少なくなり、田園風景も目立つ。また旧道を走行する唐崎周辺は狭隘路となっている。大塚町南交差点の手前で車庫最寄りの竹ノ内町を通り、ここでは乗務交代が頻繁に行われる（稀に玉川橋団地でも行われる）。ここまでは上述の通り基本的に府道139号を走行する区間であり、同交差点からは枚方高槻線に合流。
JR・阪急茨木 - 東寺田町から枚方公園口・枚方市駅は2区運賃。
茨木地区内では長らく競合する阪急バスや近鉄バスに合わせ、JR・阪急茨木 - 鮎川の区間内が大人220円・小児110円の「特区」となっていた。2023年9月1日に阪急バス1区運賃・近鉄バス茨木地区均一運賃が220円から230円に値上げされたが、京阪バスでは同年11月1日まで値上げされなかったので、この期間はJR茨木 - 阪急茨木間では他2社との運賃不整合が生じていた（寝屋川茨木線も同様）。その後の2024年12月1日よりほかの京阪バス大阪地区と同様に大人250円に値上げされるが、阪急バス・近鉄バスは同年10月1日に値上げしていたため、この期間は運賃不整合が再び発生していた。
また2017年4月1日より、高槻市営バス玉川橋線が運行経路を変更したことに伴い、玉川橋団地 - 番田間で競合するとともに京阪バスの現行運賃と市営バスの均一区間運賃（大人220円・小児110円）との不整合が発生している。
2015年3月29日から2023年までは南茨木駅発着の系統（8・9号経路）も運行されていた。JR茨木駅東口広場とその周辺道路の完成および立命館大学大阪いばらきキャンパス（OIC）開校に伴う新設系統で、南茨木駅からJR茨木東口への経路上には立命館大学（岩倉公園前）停留所が設置されていた。南茨木駅 - JR茨木東口 - 阪急茨木は2系統共通、阪急茨木 - 枚方市駅は8号経路が3号経路、9号経路が7号経路とそれぞれ同一であった。しかし需要が伸び悩んだことから年々本数が削減され、2021年3月13日改正より朝夕のみの運行となったのち、2023年4月1日改正で8号経路は廃止となり9号経路は年間1往復のみの運行（実質廃止・正式な休廃止は2024年）となった。
JR茨木・阪急茨木では3のりばが割り当てられている。後者については手前側（駅北口側）にJR茨木行き・奥側（駅南口側）に各方面行きと標柱が分けて設置されている。阪急茨木止まりの系統については、同停留所での降車扱いは手前側ののりばで行うケースと阪急バスや近鉄バスと同様ロータリー外周部で行うケースがある。また枚方市駅北口では2のりばから発車。

#### 白川三丁目経由
長らく7・7B号経路の枚方方向は玉川橋団地 → 白川三丁目の順に停車し白川二丁目を通らない経路となっていたが、2021年3月13日改正で玉川橋団地 → 白川二丁目 → 白川三丁目となったのち、2025年3月23日改正で白川二丁目を2度経由する現行経路となった。
- 7号経路：JR茨木 - 阪急茨木 - 学園町 - 鮎川 - 白川住宅口 - [経路 2] - 西切 - 唐崎 - 番田 - 竹ノ内町 - 枚方大橋北詰 - 枚方公園口 - 枚方市駅北口
  - 2011年5月28日改正で新設された、枚方茨木線の基本系統。2021年3月13日改正より日中時間帯の枚方茨木線は当系統のみの設定となっている。現行ダイヤでは日中1時間に3本が運行される。
  - 前身は2011年まで設定されていた阪急茨木発着の3A号経路[注 20]で、昼間はJR茨木発着の3号経路と交互に設定されていた。
  - 2025年3月23日改正で枚方市駅発のみ阪急茨木止まりの便が新設された。平日最終の2本および土休日1本が該当。土休日の便は枚方方面から白川三丁目・二丁目への最終便となる。

- 7B号経路：JR茨木 - 阪急茨木 - 学園町 - 鮎川 - 白川住宅口 - [経路 2] - 西切 - 唐崎 - 番田 - 竹ノ内町
  - 出入庫系統。JR茨木行きは平日午後と土休日朝の各々2本ずつ。竹ノ内町行きは夕方以降に平日7本、土休日2本設定。このほか平日のみ午前中にも2本運行される。
  - 最終2本は阪急茨木始発（土休日は全便）。平日は茨木市駅に乗り入れる3社局全てのバス路線中最も終発時刻が遅い。

#### 白川三丁目通過
白川住宅に乗り入れず、茨木 - 枚方を最短で結ぶ。かつては日中にも運行される基本系統の1つであったが、2011年に7号経路が新設されて以降はほぼ朝のみの運行となっている。
- 3号経路：JR茨木 - 阪急茨木 - 学園町 - 鮎川 - 白川住宅口 - 玉川橋団地 - 西切 - 唐崎 - 番田 - 竹ノ内町 - 枚方大橋北詰 - 枚方公園口 - 枚方市駅北口
  - 朝と土曜・休日最終のみの運行。平日朝ラッシュ時の枚方茨木間通しの系統は全てこの3号経路である。JR茨木行きは平日6〜8時台に合計9本、土曜・休日6時台に始発含む2本。
  - 阪急茨木止まりは平日の朝2本、土曜・休日の最終便。
  - 枚方市駅行きは朝のみの設定。平日朝の3本、土曜・休日の1本は阪急茨木始発。この他JR茨木始発便が平日6〜8時台にかけて10本、土曜・休日は6時台に1本運行される。
  - このほか早朝に1本のみ、竹ノ内町 → 枚方市駅の便あり。

- 3B号経路：竹ノ内町 → 番田 → 唐崎 → 西切 → 玉川橋団地 → 白川住宅口 → 鮎川 → 学園町 → 阪急茨木 → JR茨木
  - 5〜7時台（土曜・休日は6〜8時台）にかけて茨木行きのみ運行されている。
  - 阪急茨木止まりは平日4本、土曜2本、休日1本。JR茨木行きは平日3本、土曜・休日2本の設定。

#### 白川三丁目発着
現行のダイヤでは白川三丁目発着の系統は玉川橋団地を経由しない6号経路のみであるが、2025年3月23日改正以前は6号経路は朝のみの運行で、同改正直前の時点では夕方に玉川橋団地を経由する4A号経路がJR茨木または阪急茨木発の片道のみ運行されていたほか、JR・阪急茨木 - 玉川橋団地の4号経路も存在した。
4A号経路は2011年8月8日改正で4号経路の阪急茨木発玉川橋団地行きを白川二丁目まで延長する形で設定。以降、茨木 - 玉川橋団地の4号経路は茨木行きの片道のみの運行となる。2015年3月29日改正では4A号経路の大部分が6B号経路に置き換えられたが、2016年3月19日改正でJR茨木始発に変更された上で、日中～夜間帯の6B号経路を置き換える形で再設定された。2021年3月13日改正までは4A号経路および4号経路・JR茨木行きは日中時間帯にも運行されていたが、2017年9月9日から2018年9月28日まではこの時間帯の両系統が統合され、4A号経路が循環運行を行っていた。翌日の改正では4A号経路（白川二丁目行き）と4号経路の運行に戻った。
白川三丁目停留所は1981年春入居開始の阪急東茨木ハイタウン白川高層住宅に囲まれたロータリーで、高槻市との市境や同市内の大阪医科薬科大学三島南病院にも近い。当地への輸送は同年3月より開始されているが、それにあたっては阪急電鉄と協定し、車両購入費助成や車両方向転換場所、停留所上屋の整備協力を受けている。
- 6号経路：JR茨木 - 阪急茨木 - 学園町 - 鮎川 - 白川住宅口 - 白川二丁目 - 白川三丁目
  - 平日朝夕のみの運行。茨木市内完結系統である。
  - 朝の白川三丁目行きは4本全て阪急茨木始発。夕方の便は2025年3月23日改正からの運行で、8本のうち2本のみ阪急茨木始発となっている。
  - 白川三丁目発は朝12本の内2本および夕方4本のうち1本が阪急茨木止まり。
  - 2011年までは玉川橋団地始発便も運行されていた[注 25]。

### 枚方出口線
2001年7月1日開設。当時はコミュニティバスとして扱われていたが、現在は一般路線の一つとなっている。
枚方市の伊加賀・出口地区は枚方公園駅や光善寺駅から徒歩圏内のエリアであるが、2000年代に入り淀川のスーパー堤防が整備されその上に住宅地が開発されたことにより、これらの地域と枚方市中心部を結ぶ路線として地元からの希望を受け開設された。
9時台から平日は17時台、土休日は16時台まで、おおむね40分間隔で運行される。枚方市駅北口では枚方茨木線と共に2のりばからの発車。
2011年5月28日のダイヤ改正までは平日に運行されていた循環系統の起終点は伊加賀小学校で、駅南口 → イズミヤ前 → 駅北口と経由し伊加賀小学校へ戻っていた。土休日はイズミヤ前に乗り入れず、駅北口 - 伊加賀小学校のみの運行であった。
当初は地区定期券の設定がなく通常の定期券での対応となっていたが、2010年3月1日より全区間が新設の「枚方大橋地区」の定期券の範囲に含まれた。
2025年3月23日改正でイズミヤ前界隈を廃止（廃止直前時点では平日朝1本のみ）。同時に全ての便を駅北口終着から駅南口終着に変更（起点は変わらず駅北口）。
車両はツーステップバスが在籍していた時期は、ワンステップバスまたはノンステップバス限定で運用されていた。
- 16号経路：枚方市駅北口 → 枚方公園口 → 伊加賀西町 → 出口二丁目 → 伊加賀小学校 → 伊加賀西町 → 枚方公園口 → 枚方市駅南口
  - 最終便のみ伊加賀小学校止まりとなる。

### 寝屋川茨木線
茨木市と寝屋川市の中心部を結ぶ比較的新しい路線。
駅間利用者や地元住民の利用は比較的少なく、主に茨木市内の駅から摂南大学への通学需要や摂津市内への通勤需要に応えるほか後述する11号経路を補完する路線。開業時は全便寝屋川営業所の管轄で日中1時間おきの運行であったが、現在は30分おきの運行に増発されている。
先行して開設されていた近鉄バス平田系統との重複を避ける意味もあり、茨木市街地から摂津市内方面へは途中安威川を3回（内2回は目垣 - 流通センター前間）渡り新堂・目垣を通るルートで遠回りしている。高槻市内も通るが柱本地区の端を掠めて淀川新橋に入るのみで、停留所は設置されていない。
摂南大学では2023年8月の改正で茨木行きのみのりばが変更されており、改正以前は寝屋川市駅発その他各方面行きと同じ北行き（現2）のりばであったのが12号経路は4のりば、JR茨木東口行きNSは5のりばとそれぞれ新設されたのりばに変更となった。
寝屋川市駅では西口3のりばから発車。JR茨木東口では1のりばが割り当てられている。
- 12号経路：JR茨木東口 - 阪急茨木南口 - 学園南町 - 新堂 - 目垣 - 上鳥飼北 - 摂南大学 - 菅原神社前 - 池田 - 池田府営住宅前 - 寝屋川車庫 - 寝屋川市駅（西口）
  - 寝屋川と共管で、高槻担当便は平日のみ。
  - JR茨木東口 - 阪急茨木南口の区間は寝屋川行きと茨木行きで異なる。2013年10月15日から2015年3月28日まではJR茨木駅東口の工事の関係で逆回り運行であった。
  - 2016年12月3日改正までは平日ダイヤの大部分を担当（寝屋川は平日の朝夕の一部と土曜・休日の全便を担当）していたが、同改正から平日昼間にもおおむね2時間に1本の割合で寝屋川担当便が設定され、2025年3月23日改正では当営業所担当便が昼間2時間に1本とラッシュ時のみに減少している。
  - 茨木市内各停留所[注 27] - 寝屋川市内各停留所は2区運賃となる[1]。
  - この路線も2023年までは運賃特区[注 27]が存在した。特区の南限となっていた目垣停留所の付近に、柱本方面へ向かう阪急バスの同名停留所が存在する。
  - 2025年まで、学休期にJR茨木東口 → 上鳥飼北間の区間便があった。

- NS経路：JR茨木東口 ← 阪急茨木南口 - 摂南大学
  - 摂南大学 → JR茨木東口は2016年3月19日、阪急茨木南口 → 摂南大学は2017年9月9日改正で運行開始（摂南大学発は夕方、阪急茨木南口発は朝に運行）。途中、阪急茨木南口のみに停車する。寝屋川市駅発着のNS経路と違い、こちらは12号経路と同一経路で運行する。
  - 定期便は平日の摂南大学授業期間のみ運行だが、摂南大学においてオープンキャンパス等の行事が行われる日や、休日に授業が行われる場合には、当系統の臨時便が運行される。その際には定期便では設定されていないJR茨木東口始発の便も運行される。
  - 2023年4月1日改正で、JR茨木東口行きの阪急茨木南口での客扱いが降車のみとなった。なおこの改正より運行本数が往復共に2本ずつから阪急茨木南口発4本・JR茨木東口行き3本に増便され、後者については寝屋川管轄便も1本設定された。

### 太間公園点野線
2013年3月16日より、寝屋川茨木線の間合い運用で11号経路とNS経路のごく一部を寝屋川営業所から移管。特に後者は朝1便の摂南大学行きのみで、ほかに門真営業所とも共管となっている。

## 車両
新造配置車は長らく三菱ふそう車に統一していたが、2004年に三菱リコール隠しを受けてしばらく日野車を導入していた。2005年末から三菱ふそう車の導入を再開したが、2008年度より再び日野車が導入されるようになり、それ以来、三菱ふそう車は導入されていない。
長らく大型車のみの配置であったが、1990年代後半に開発された中型長尺車の発表後の2003年より中型長尺車を導入した。ただし2020年頃には再び大型車のみとなっている。
2010年11月には旧・京阪宇治交通からの移籍車を除くと京阪バスでは30年以上導入が途絶えていたいすゞ自動車の車両（いすゞ・エルガ、LKG-LV234N3）が導入された。
2011年10月頃にツーステップバスは高槻営業所から撤退し、全てワンステップバス・ノンステップバスとなった。
枚方市駅発の便が経由する枚方大橋へのループ坂が非常に急であるなど路線環境の事情もあり、馬力の低い現行形式の台数は比較的少ないが、2023年以降は着実に新車に置き換えられている。

## 他の営業所との重複区間
- 枚方営業所：枚方市駅周辺。
- 門真営業所：摂南大学 - 寝屋川市駅（西口）間。
- 寝屋川営業所：JR茨木東口・太間公園 - 寝屋川市駅（西口）間。